# Evdoksija Kijevska
Evdoksija Izjaslavna Kijevska (rusko Евдокия Изяславна, Evdokija Izjaslavna, poljsko Eudoksja Izjasławówna) je bila princesa Kijevske Rusije iz dinastije Rurikidov, po poroki od leta 1373 velika vojvodinja Poljske, * okoli 1131, † okoli 1187.
Po mnenju nekaterih zgodovinarjev je bila hčerka velikega kijevskega kneza Izjaslava II. in njegove prve žene Neže, ki se je morda preimenovala v Ljubavo. Mati je bila hčerka nemškega kralja Konrada III.

## Življenje
Leta 1154 se je Evdoksija poročila z Mješkom III. Starim, vojvodom Velikopoljske, ki je malo pred tem ovdovel. S poroko z njo je Mješko verjetno nameraval utrditi zveze z Rurikidi.
Mješko je leta 1173 nasledil svojega starejšega brata Boleslava IV. Kodravega na položaju velikega vojvode Poljske. Evdoksija je s tem postale velika poljska vojvodinja žena. Njuna vladavina je bila kratka: leta 1177 se je Mješku s pomočjo svojega strica Kazimirja II. Pravičnega uprl  najstarejši sin Odon. Glavni razlog Odonovega upora je bila naklonjenost Mješka III. njegovim otrokom z Evdoksijo in poskusi velikega vojvode, da bi ga prisilil, da postane duhovnik, da bi ga izločili iz nasledstva.
Mješko III. je bil prisiljen pobegniti. Odšel je na Češko, kjer je neuspešno prosil za pomoč svojega zeta, vojvodo Sobĕslava II., Nemčijo in Pomorjansko, kjer je dobil podporo svojega drugega zeta, vojvode Bogislava I.
O Evdoksijini usodi ni nič znanega. Zagotovo se je pridružila svojemu možu v njegovem izgnanstvu in bila še živa, ko je Mješko III. leta 1182 ponovno pridobil oblast v Velikopoljski, ko je leta 1191 ponovno pridobil naslov velikega vojvoda pa je že umrla. Nekateri viri omenjejo, da je umrla okoli leta 1187, več drugih pa, da je živela do leta 1209.

## Otroci
- Boleslav Kujavski (1159 — 13. eeptember 1195)
- Salomea (ok. 1160 — 11. maj 12..), žena Ratiborja Pomorjanskega
- Anastazija Velikopoljska  (ok. 1162 — po 31. maju 1240), žena kneza Boguslava I. Zahodnopomorjanskega
- Mješko Gališki (ok. 1164 — 2. avgust 1193)
- Vladislav III. Tankonogi  (1165 — 3. november 1231
- Zvenislava (ok. 1168 — 14. september 1240), žena Mstivoja I. Vzhodnopomorjanskega